# Bogdan Mamula
Bogdan Mamula, srbski general, * 13. april 1918, Gomirje, † 16. september 2002, Beograd.

## Življenjepis
Leta 1941 se je pridružil NOVJ in naslednje leto je vstopil v KPJ. Vojno je končal kot načelnik štaba 13. divizije.
Po vojni je bil med drugim tudi vojaški ataše in načelnik VVA JLA.
Končal je šolanje na VVA JLA, Vojni šoli JLA in Vojaški akademiji Frunze.